# Ruspolia yunnana
Ruspolia yunnana är en insektsart som beskrevs av Yong Shan Lian och Xiangwei Liu 1992. Ruspolia yunnana ingår i släktet Ruspolia och familjen vårtbitare. Inga underarter finns listade i Catalogue of Life.